# Messier 104
Galaxia Sombrero sau Messier 104 sau M104 este o galaxie spirală.

## Imagini

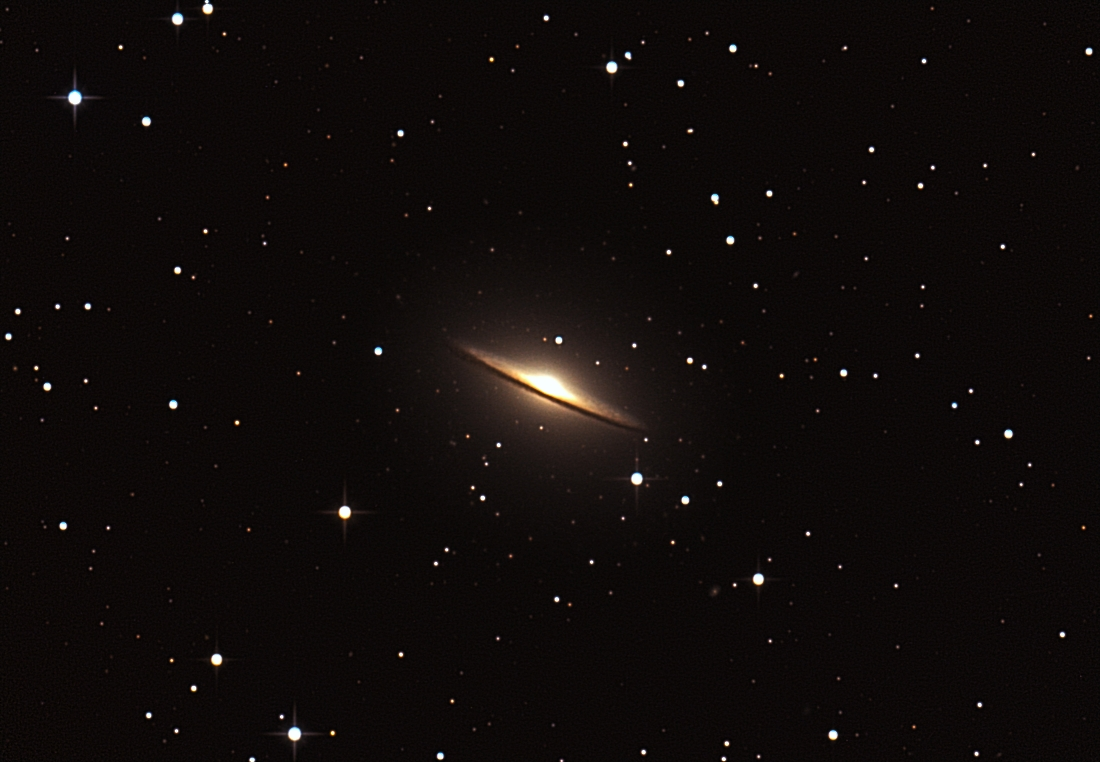
M104, fotografiată cu echipament pentru amatori